# 赖纳·施特罗巴赫
赖纳·施特罗巴赫（德語：Rainer Strohbach，1958年4月17日—），德国男子游泳运动员。他曾代表东德参加1976年和1980年夏季奥林匹克运动会游泳比赛，其中1980年奥运会获得一枚银牌。